# Ишхой-Юрт
Ишхой-Юрт (чечен. Ишхой-Йурт) — село в Гудермесском районе Чеченской Республики. Административный центр Ишхой-Юртовского сельского поселения.

## География
Село расположено на левом берегу реки Аксай, у границы республики с Дагестаном, в 28 км к юго-востоку от районного центра — Гудермес и в 16 км к юго-западу от города Хасавюрт.
Ближайшие населённые пункты: на юге — сёла Галайты и Мескеты, на западе — село Аллерой, на северо-западе — село Кошкельды, на севере — село Герзель-Аул, на северо-востоке — село Цияб-Цолода и на востоке — село Тухчар.

## История
По преданиям, основано выходцами из Ишхой-Эвла.
С 1944 по 1958 года, в период депортации чеченцев и ингушей и упразднения Чечено-Ингушской АССР, село носило название — Танты.

## Население
| 1990  | 2002  | 2010  | 2012  | 2013  | 2014  | 2015  |
| ----- | ----- | ----- | ----- | ----- | ----- | ----- |
| 2344  | ↗3044 | ↗3800 | ↗3947 | ↗4007 | ↗4065 | ↗4107 |
| 2016  | 2017  | 2018  | 2019  | 2020  | 2021  | 2023  |
| ↗4157 | ↗4246 | ↗4278 | ↗4327 | ↗4357 | ↗5269 | ↗5345 |
| 2024  |       |       |       |       |       |       |
| ↗5385 |       |       |       |       |       |       |

Национальный состав
По данным Всероссийской переписи населения 2010 года:
| № | Национальность | Численность, чел. | Доля    |
| - | -------------- | ----------------- | ------- |
| 1 | чеченцы        | 3787              | 99,65 % |
| 2 | другие         | 13                | 0,35 %  |

## Инфраструктура
В селе функционируют:
- Ишхой-Юртовская муниципальная средняя общеобразовательная школа[24],
- Администрация сельского поселения[25]
- Сельская мечеть[26].

## Галерея

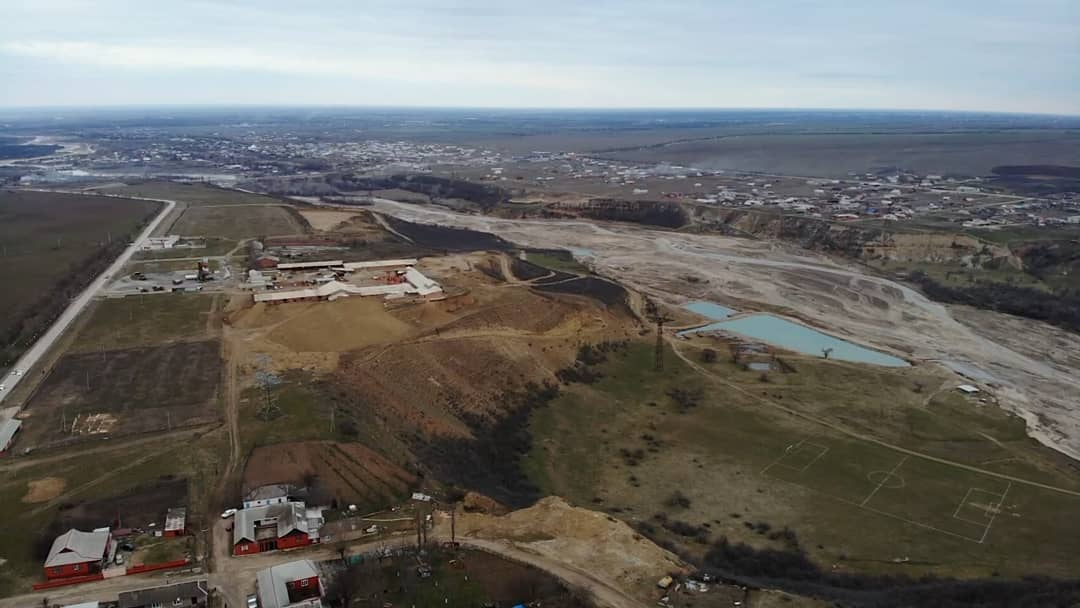
Ишхой-Юрт
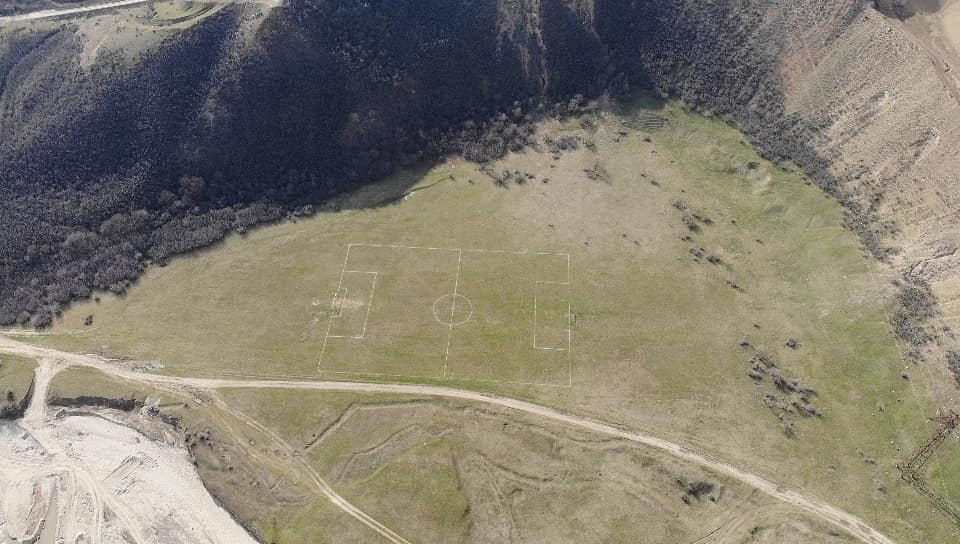
Ишхой-Юрт
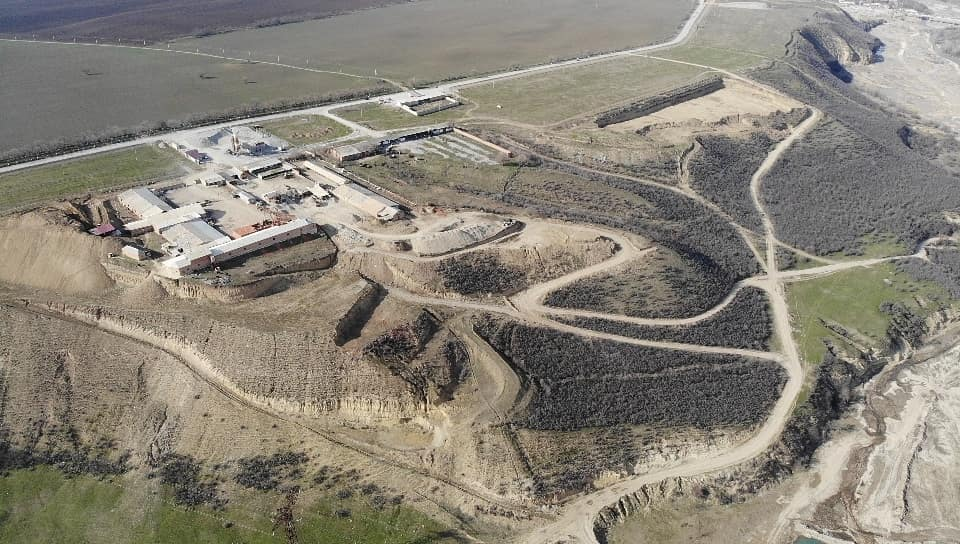
Ишхой-Юрт
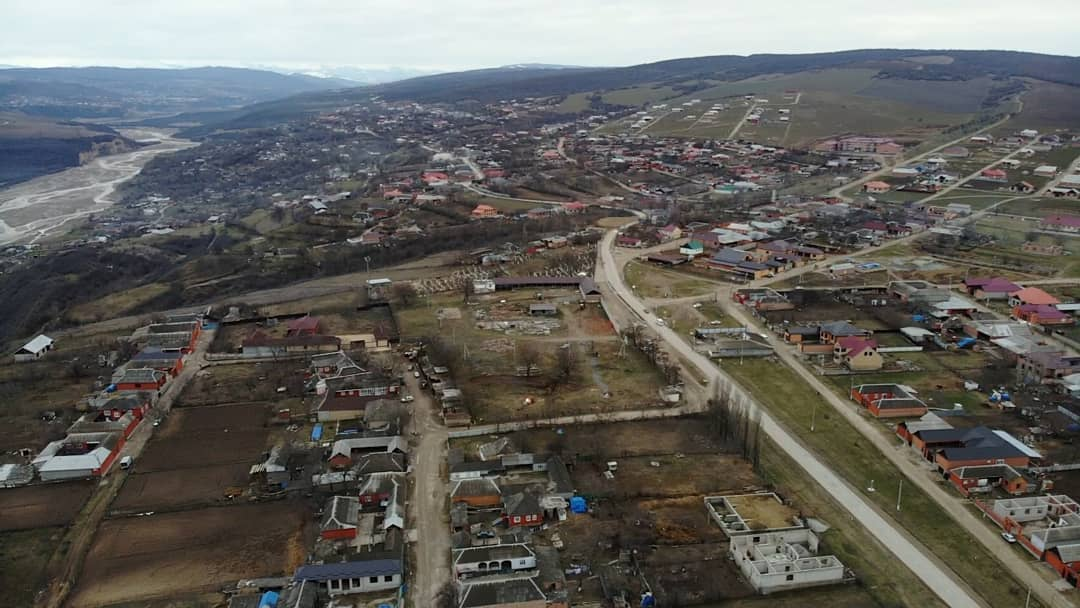
Ишхой-Юрт
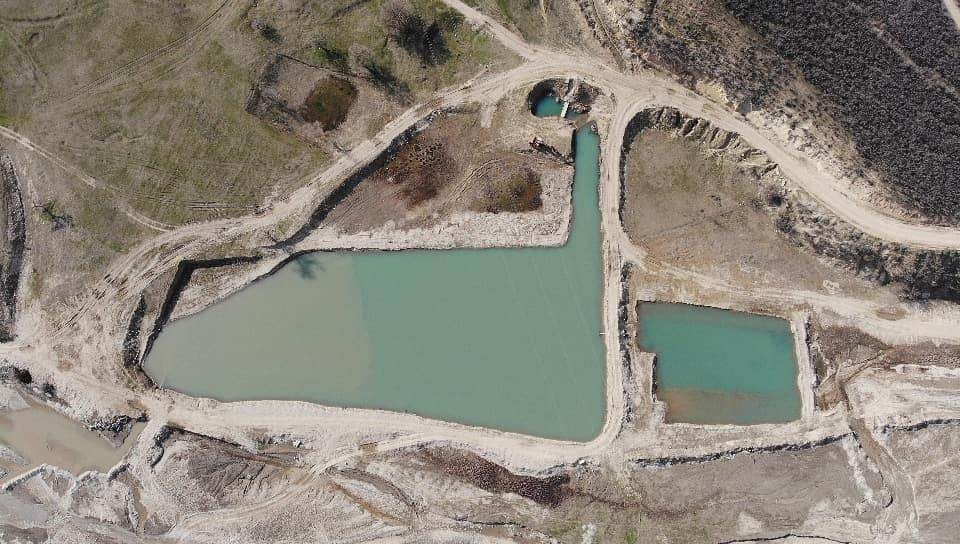
Ишхой-Юрт
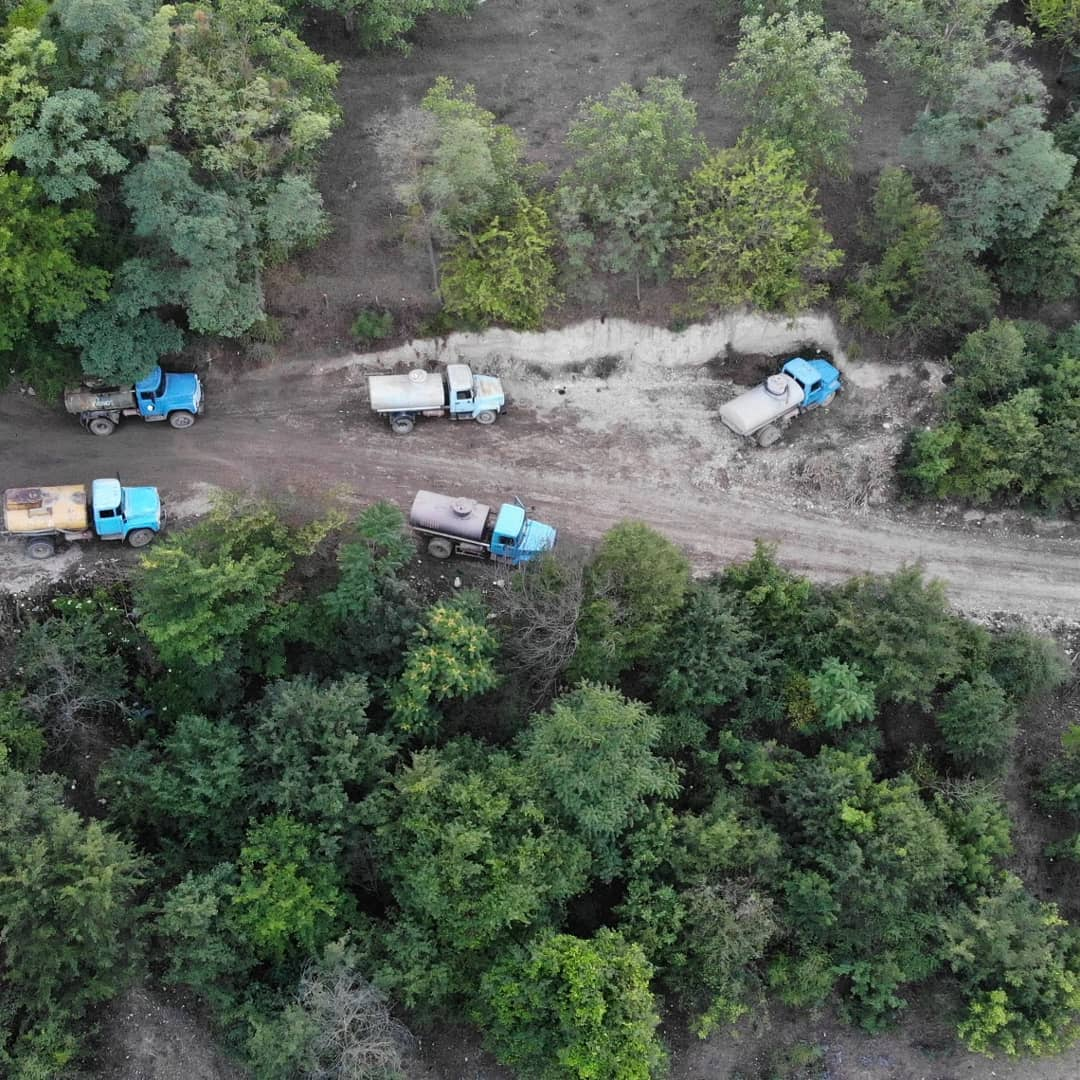
Ишхой-Юрт
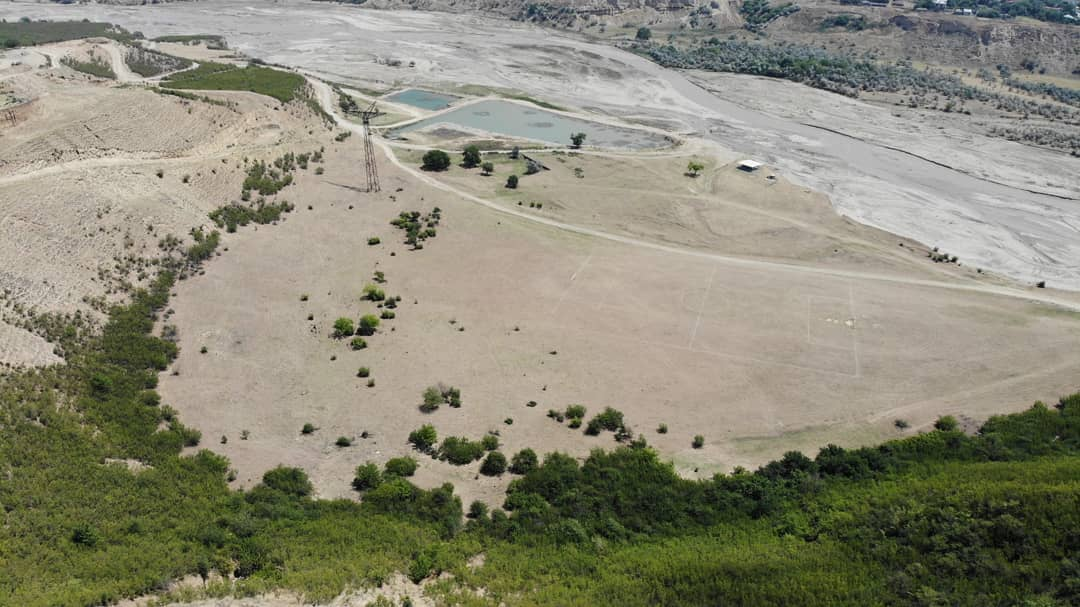
Ишхой-Юрт
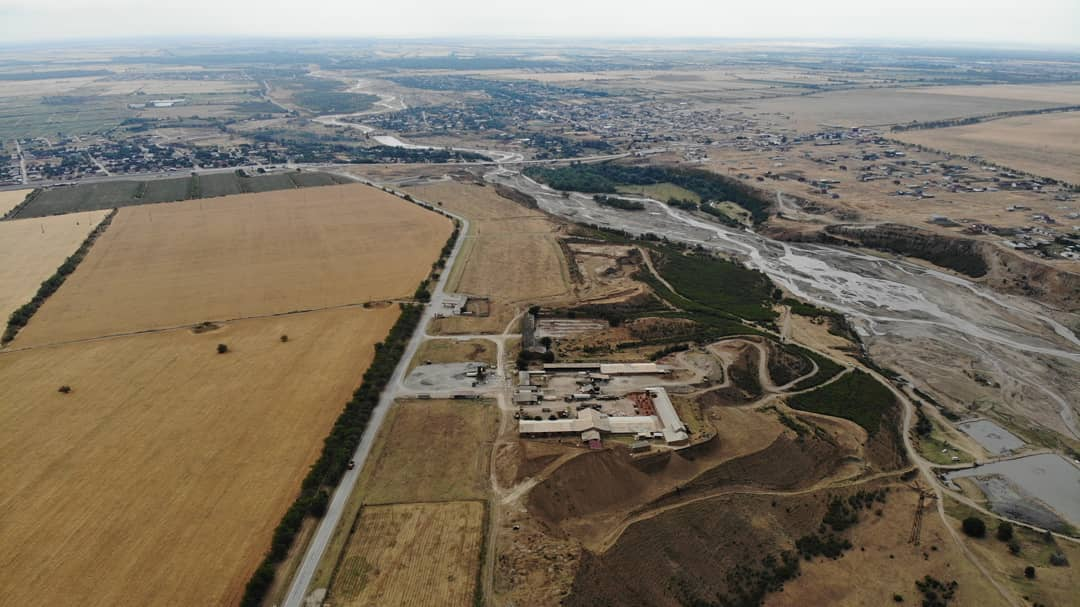
Ишхой-Юрт

## Улицы
Улицы села:
| - 1-й Байсангура, - 1-й Мира, - 1-й Школьный, - 2-й Байсангура, - 2-й Мира, - 2-й Школьный, - 2-я Киши-Хаджи, - 3-й Мира, - 4-й Мира, - 5-й Мира, - 6-й Мира, - 7-й Мира, - 8-й Мира, - 9-й Мира, | - А-Х. Кадырова, - А-Х. Эльсункаева, - А. Айдамирова, - А. Байгериева, - Али Гайтукаева, - Аслаханова, - Аушева, - А. Джамбалханова, - Б. Джамалова, - Базоркина, - Байсагурова, - Буровая, - Висаитова, - Грозненская, | - Заудина Югикова, - И. Адамова, - Интернациональная, - Исраилова, - К. Чабаева, - Казанская, - Киши-Хаджи, - Крайняя, - Кулли, - Лермонтова, - Луговая, - М. Абдулмежидова, - М. Эсамбаева, - Мирзоева, | - А. А. Гайтукаева, - Нурадилова, - Пётра Захарова, - Победы, - Полевая, - Речная, - Речной, - Руслана Янсукова, - С. Бадуева, - Саиева, - Свободы, - Соколинная, - Спортивная, - У. Ахъядова, | - У. Шаипова, - Успа Асхабова, - Ученическая, - Х. Абдуллаева, - Х. Ирисханова, - Хасбулатова, - Химиков, - Шейха Мансура, - Шерипова, - Школьная. |

## Известные уроженцы
- Вадалов, Асламбек Илимсултанович — бригадный генерал ВС ЧРИ, участник первой и второй российско-чеченских войн[28].
- Эскиев, Лечи — командующий Северным фронтом Ичкерии.
- Алхазов, Ризван Юсупович — народный художник Республики Ингушетия.